# Liste des personnages de Street Fighter
Une proposition de fusion est en cours entre Personnages de Street Fighter  et Liste des personnages de Street Fighter.

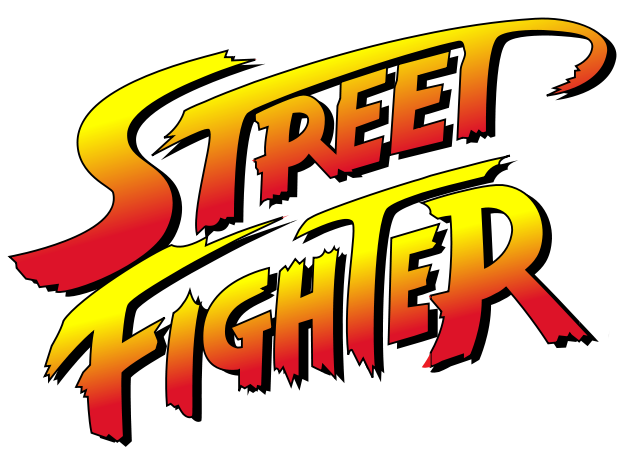
Logo de Street Fighter.

Cette page présente la liste des personnages de la franchise Street Fighter, comprenant l'arc préquel Street Fighter Alpha ainsi que les séries dérivées (série EX notamment) et les crossovers (Marvel vs. Capcom, Capcom vs. SNK, Street Fighter X Tekken). Un tableau présente l'ensemble des apparitions en bas de page.

## Historique

### Série principale

#### Street Fighter
La franchise Street Fighter démarre en 1987 avec le titre éponyme. Le jeu ne comporte que deux personnages jouables, Ryu (pour le joueur 1) et Ken (pour le joueur 2), qui formeront le duo principal des protagonistes de l'ensemble des jeux de combat de la franchise de Capcom. Dix autres personnages uniquement contrôlés par l'ordinateur complètent le roster de l'opus initial, parmi lesquels Sagat, le boss final, qui seul a été retenu (outre les deux protagonistes) pour la suite du jeu. Quatre des neuf autres personnages rivaux du premier opus, en l'occurence Adon, Birdie, Eagle et Gen, ont été réutilisés plus tard, principalement pour la série Street Fighter Alpha. Les autres ne sont jamais revus par la suite.
Le titre original présente des contrôles plutôt difficiles, mais aussi et surtout un principe novateur quant aux coups : la puissance avec laquelle le joueur appuie sur le bouton de coup (de poing ou de pied) est mesurée par la borne, et dicte la quantité de dégâts infligée par le personnage. Les abus en salle sont tels (de nombreux joueurs n'hésitent pas à monter sur les bornes pour frapper du pied les boutons de coup, entrainant la casse de bon nombre de bornes) que le système sera abandonné par Capcom : Progressivement remplacé en salles, puis définitivement par la suite, par le système à 6 boutons devenu le standard des salles.

logo de Street Fighter II

#### Street Fighter II
Street Fighter II: The World Warrior est publié en 1991 sur borne d'arcade et 1992 sur Super Nintendo. Le jeu ne reprend que les deux compères et leur rival Sagat du premier opus, pour six nouveaux : Chun-Li (la première femme sélectionnable dans un jeu de combat en un contre un de l'Histoire) mais aussi Guile, Edmond Honda, Dhalsim, Blanka et Zangief. Quatre personnages supplémentaires apparaissent en tant que boss mais non jouables : Vega, Balrog, l'ancien boss final Sagat et le nouveau boss final, M. Bison. Le jeu, de par son succès cataclysmique en salles connaît plusieurs déclinaisons, dont Super Street Fighter II: The New Challengers sortie en 1993, qui rajoute quatre nouveaux personnages, les New Challengers éponymes : Cammy White, Fei Long, Dee Jay et Thunder Hawk. En 1994, sort le titre Super Street Fighter II Turbo qui voit l'arrivée d'Akuma en tant que boss final caché n'apparaissant en lieu et place de Bison que dans le cas de figure d'un sans-faute du joueur. Akuma figure par ailleurs sur la couverture nord américaine de la version 3DO du titre, version qui inclura la bande-son améliorée utilisée dans les portages ultérieurs du second opus : Hyper Street Fighter II en 2003, HD Remix en 2008, et Ultra Street Fighter II: The Final Challengers en 2017 sur Nintendo Switch.

#### Street Fighter Alpha

Logo de Street Fighter Alpha.

Un nouveau chapitre est entamé par Capcom en 1995 avec la sortie de Street Fighter Alpha: Warriors' Dreams, le premier jeu Street Fighter sorti depuis Street Fighter II qui n'en soit pas une reprise.
Préquelle de l'opus précédent, Le titre reprend des personnages du premier épisode (Adon et Birdie) et en intègre de nouveaux : Rose, Charlie Nash et Dan Hibiki. Street Fighter Alpha a pour particularité d'avoir inclus deux personnages de la franchise de beat them all Final Fight : Guy et Sodom. Street Fighter Alpha 2 sort en 1996 et présente Gen, nouveau revenant du premier jeu ainsi qu'un nouveau transfuge de Final Fight, l'antagoniste Rolento Schugerg. Le jeu présente également un nouveau personnage féminin, Sakura Kasugano, le troisième de la franchise, qui apparaîtra par ailleurs en 1997 dans le jeu Rival Schools: United by Fate. Suit alors Street Fighter Alpha 3, sorti en 1998 et clôture de la série Alpha. Particularité de ce titre : il emploie une bande-son complètement nouvelle en remplacement des thèmes originaux des différents personnages employés jusqu'alors. Le jeu comprend tous les personnages des deux précédents opus et inclut Cody Travers, nouveau transfuge de Final Fight, qui marque ici sa première apparition dans la franchise Street Fighter,. Un personnage du manga Street Fighter: Sakura Ganbaru! vient également s'ajouter au roster : la rivale de Sakura, Karin Kanzuki ; ainsi qu'un nouveau personnage original : Rainbow Mika. La version PSP, intitulée Street Fighter Alpha 3 Max, comprend quatre personnages supplémentaires : le revenant Eagle du premier opus, Ingrid, la transfuge de Final Fight Maki Genryusai et le transfuge de l'entre-temps sorti Street Fighter III, Yun.

#### Street Fighter III

Logo de

La trilogie Street Fighter III débute en 1997 avec Street Fighter III: New Generation, qui a fait le pari risqué de ne conserver que Ryu et Ken des personnages originaux de la franchise : tous les autres personnages y sont inédits.
Portage de la franchise sur le nouveau moteur de jeu Capcom CPIII, le jeu tire profit de la plus grande mémoire et multiplie les sprites, permettant même de sortir du traditionnel sprite mirroring : les personnages emploient désormais des sprites différents selon qu'ils soient orientés vers la gauche ou vers la droite de l'écran. Le boss final du troisième opus, Gill, est une illustration flagrante de cette prouesse, pourtant jamais réutilisée par la suite.
La même année sort sur arcade Street Fighter III: 2nd Impact - Giant Attack, qu inclut deux nouveaux personnages : Hugo et Urien. La série Street Fighter III se conclut en 1999 sur arcade (2000 sur consoles) avec Street Fighter III: 3rd Strike - Fight for the Future, où quatre nouveaux personnages sont ajoutés (Remy, tout premier combattant français de la franchise, Makoto, Q et Twelve,) ainsi que deux revenants de Street Fighter II : Chun-Li et Akuma.

#### Street FIghter IV

Logo de

Street Fighter revient presque dix années d'absence après, avec la sortie sur arcade de Street Fighter IV en 2008 puis sur consoles en 2009. La première version de Street Fighter IV regroupe quatre nouveaux personnages : Abel (second français de la franchise), les américains Crimson Viper et Rufus et le luchador mexicain El Fuerte; autour des 17 combattants de Street Fighter II et d'un tout nouveau boss de fin, Seth.
Street Fighter IV est réédité en 2010 sous le nom de Super Street Fighter IV et comprend deux nouveaux personnages : Juri Han et Hakan. Capcom revient avec un autre personnage tiré de l'univers Final Fight pour Ultra Street Fighter IV, Poison.
La dernière version, intitulée Super Street Fighter IV: Arcade Edition, présente Oni, la version finale du côté obscur d'Akuma, comme nouveau personnage.

#### Street Fighter V

Logo de Street Fighter V.

Street Fighter V sort en 2016 et présente initialement une distribution de seize personnages dont quatre totalement nouveaux : F.A.N.G, Laura Matsuda, Necalli et Rashid. Street Fighter V étend son casting de combattants via le système de season pass. La deuxième saison est principalement composée de personnages inédits, à savoir Ed, Menat et Zeku,, mais inclut aussi Abigail de Final Fightet Kolin entraperçue dans Street Fighter III. La troisième saison comprend deux nouveaux personnages parmi les six proposés : Falke et G,. L'année 2018 se termine avec l'arrivée d'un nouveau personnage : Kage.
Le 1er août, juste avant le week-end de l'EVO 2019, trois personnages sont présentés en vidéo : Poison et Lucia sont issues de Final Fight, et Edmond Honda de Street Fighter II: The World Warrior,,.
Street Fighter V: Champion Edition est annoncé le 17 novembre 2019 lors du Capcom Pro Tour, et inclut notamment Gill, le boss final du troisième opus,,.
La cinquième et dernière saison de Street Fighter V est annoncée le 27 mai 2020 via un article du blog de Capcom, comprenant cinq nouveaux personnages ainsi que de nouveaux stages et divers costumes. Le 5 août 2020, le réalisateur Takayuki Nakayama et le producteur Shuhei Matsumoto présentent quatre personnages, : Dan Hibiki, puis Rose, Oro de Street Fighter III et Akira Kazama (Rival Schools: United by Fate) sont sortis à l'été 2021. Le dernier personnage du cinquième opus, Luke, est sorti à l'automne 2021.

#### Street Fighter 6

Logo de Street Fighter 6.

Dernier personnage de Street Fighter V, Luke est le premier de Street Fighter 6 annoncé le 21 février 2022. Le nouvel opus possède un roster initial de 18 personnages, parmi lesquels les 8 emblématiques de Street Fighter II : Ryu, Ken, Chun-Li, Guile, E. Honda, Blanka, Dhalsim et Zangief, ainsi que les "New Challengers" de Super Street Fighter II : Cammy White et Dee Jay. Juri (SSFIV) est également présente, et six nouveaux venus s'ajoutent : Jamie (proche des jumeaux Yun et Yang qui maitrise la boxe de l'homme ivre), Kimberly (autoproclamée élève de Guy qui adore les années 1980), Manon (troisième combattante française de la franchise, championne de Judo), Marisa (joaillère italienne et qui pratique la pancrace), Lily (une jeune fille enjouée de la tribu de T-Hawk qui maitrise le vent) et enfin JP (nouveau chef de Shadaloo et antagoniste principal de SF6 qui utilise le Psycho Power à distance).
Quatre personnages sont ajoutés pour la 1re saison de DLC : Rashid, le technophile des émirats arabes unis qui maitrise le vent (SFV) ; A.K.I, élève de F.A.N.G d'origine chinoise qui maitrise tout comme lui le poison (nouveau personnage) ; Ed, un cobaye de Shadaloo qui devait servir de corps de rechange pour M. Bison. Il a été trouvé par Balrog qui l'a formé à la boxe et il est devenu le leader de Neo Shadaloo (SFV saison 2) ; et Akuma, boss secret de SFII, un véritable démon qui maitrise le style ansatsuken.
Le jeu propose un mode World Tour (le premier depuis Alpha 3) qui inclut un mode exploration, incluant des éléments de jeux d'action et d'aventure : une première pour la franchise. Le jeu inclut également un commentaire en direct, une fonction jamais réutilisée depuis Capcom vs. SNK 2: Mark of the Millennium 2001.

### Séries dérivées

#### Street Fighter EX

Logo du premier Street Fighter EX

Premier "crossover" (avant l'heure) de la franchise, la série Street Fighter EX devait initialement servir de prélude pour ce qui allait devenir Street Fighter III : un passage de la franchise à la 3D polygonale, qui popularisait les franchises concurrentes Tekken de Namco et Virtua Fighter de Sega. Encore peu expérimentée en la matière, Capcom s'associa avec Arika, le studio d'Akira Nishitani, un ancien ayant travaillé sur Street Fighter II. Studio qui en échange, voulut imposer ses propres personnages parmi ceux de Capcom. Certains personnages emblématiques de Capcom sont ainsi remplacés par des pendants sans histoire, mais de facture Arika : Cammy White est remplacée par Blair Dame, Balrog par Cracker Jack, etc. Le pari est risqué, et manque de par la faiblesse de profondeur de ceux-ci : des personnages improbables et cruellement bâclés, avec pour conséquence logique un désintérêt de la part des joueurs venus pour jouer à "Streeet Fighter 3D". Le gameplay étant cependant au rendez-vous et les contrôles réussis, les ventes et le succès en salles suit cependant sur le premier opus, Street Fighter EX (1996) et son portage sur PlayStation, nommé Street Fighter EX Plus Alpha, le seul de la série à atteindre le statut "Platinum" sur la 32bits de Sony.

Logo de Street Fighter EX2

Le second opus, Street Fighter EX2, sort en 1998. Au roster Capcom original du premier opus (Ryu, Ken, Chun-Li, Guile, Zangief, Akuma et Bison, puis Dhalsim et Sakura sur le portage PlayStation) sont adjoints Blanka et Vega, puis Sagat dans la version Plus. Les personnages Arika étant encore plus improbables dans cette version (l'une des nouvelles venues emploie un fusil à lunette au combat), le succès ne suit pas. Pire : Tekken 3 et Street Fighter Alpha 3, sortis entre-temps sur la 32bits nippone, ont tous deux largement éclipsé EX2 et atteint le statut "Platinum" qu'EX2 n'attint jamais. Capcom ne s'y est pas trompé : le véritable Street Fighter III était sorti entre-temps, en 2D, sur le système natif CP-III.
Le troisième opus, quant à lui, ne sortira jamais sur bornes d'arcade -c'est le premier, et dernier, Street Fighter à subir ce sort- et se contentera d'une sortie en catimini comme titre de lancement sur la PlayStation2 de Sony. Il sera éclipsé, et les personnages d'Arika avec, par Third Strike et les crossovers. sur laquelle travaillait désormais Capcom. Les deux tentatives solo d'Arika de lancer leurs personnages, intitulées Fighting Layer et sa suite Fighting EX Layer publiée 20 ans après, passèrent totalement inaperçues à 20 ans d'écart : L'essai Arika est manqué.

#### Marvel vs. Capcom

Logo de X-Men vs. Street Fighter.

Les personnages de l'univers Street Fighter apparaissent dans de nombreux crossovers réalisés par Capcom. Chaque épisode de la série Marvel vs. Capcom voit Ryu et Chun-Li répondre présent dans tous les épisodes, tandis que Zangief, Akuma et Ken Masters sont sollicités dans la moitié des jeux. Le premier jeu s'intitule X-Men vs. Street Fighter et sort en 1996 sur arcade (1997 sur consoles). Le titre comporte les personnages cités précédemment, et leur adjoint Bison, Cammy, Charlie et Dhalsim,. Dan Hibiki et Sakura Kasugano rejoignent la liste des combattants Capcom dans le titre suivant, Marvel Super Heroes vs. Street Fighter, paru en 1997 sur arcade et en 1998 sur consoles. Marvel vs. Capcom: Clash of Super Heroes, le troisième opus de la série, réduit les effectifs et ne garde que Ryu, Chun-Li et Zangief.
En 2000, Marvel vs. Capcom 2: New Age of Heroes est publié à la fois sur arcade et consoles, et propose un grand nombre de personnages : tous ceux des épisodes précédents de la saga Marvel vs. Capcom, avec Guile en supplément. La suite sort en 2011 sous le titre Marvel vs. Capcom 3: Fate of Two Worlds, avec une distribution des personnages Street Fighter à nouveau réduite à quatre combattants : Akuma, Ryu, Chun-Li... et Crimson Viper. Dans le dernier épisode, Marvel vs. Capcom: Infinite, paru en 2017, on ne compte plus que deux personnages issus de la franchise Street Fighter : Ryu et Chun-Li.

#### Capcom vs. SNK

Logo de Capcom vs. SNK Millennium Fight 2000.

Du côté de chez SNK, trois jeux ont vu le jour, dans lesquels une partie des personnages de Street Fighter se confrontent aux personnages de l'univers SNK Playmore : Capcom vs. SNK: Millennium Fight 2000, puis Capcom vs. SNK 2: Mark of the Millennium 2001 et enfin SNK vs. Capcom: SVC Chaos. Les deux premiers sont édités dans un style similaire à la série Alpha, le dernier semble sorti tout droit des studios SNK. Dix personnages de la franchise sont présents dans les trois épisodes : Akuma, Balrog, Bison, Chun-Li, Dhalsim, Guile, Ken, Ryu, Sagat et Vega. Six autres personnages (Blanka, Cammy, Edmond Honda, Evil Ryu, Sakura Kasugano et Zangief) apparaissent également mais uniquement dans les deux premiers jeux de Capcom,. Dan Hibiki apparaît en tant que personnage jouable dans Capcom vs. SNK 2 et en tant que personnage jouable caché dans SVC Chaos. Eagle et Yun, issus des premier et troisième opus, marquent leur troisième apparition au total dans Capcom vs. SNK 2.

#### Street Fighter vs. Tekken

Logo de Street Fighter X Tekken.

La collaboration entre Namco et Capcom débute avec Street Fighter X Tekken, paru en 2011. Pour la franchise Street Fighter, le jeu met en avant principalement les personnages de Street Fighter II, à savoir Chun-Li, Balrog, Dhalsim, Guile, M. Bison, Vega, Cammy, Akuma et Zangief Quant à Blanka, il y fait son apparition un peu plus tard, via DLC. Les trois personnages des premier et second opus (Ryu, Ken et Sagat) sont comme à leur habitude conservés.
Y seront ajoutés Rolento Schugerg, puis trois personnages sortis via DLC : Guy, Sakura Kasugano et Cody Travers. Ibuki et Hugo sont récupérés pour la distribution initiale, suivis ensuite, par DLC, par Elena et Dudley. Abel, Rufus et Juri Han complètent la distribution Capcom.
Tekken X Street Fighter, projet parallèle de Street Fighter X Tekken mais mené par Namco Bandai Games,a été interrompu en cours de développement. Un premier visuel en 3D de Ryu est publié en 2010.

### Relations entre les personnages principaux
Cette section est basée sur les films d'animation officiels Street Fighter Alpha: Generations, Street Fighter Alpha (film d'animation), Street Fighter II, le film, Street Fighter IV: The Ties That Bind et Super Street Fighter IV (OAV), ainsi que sur les jeux vidéos, Street Fighter Alpha, Super Street Fighter IV et Street Fighter V.
Par ordre d'apparition selon la chronologie des épisodes (addition des jeux et des films):
À partir de Street Fighter 1
- Ryu est un vagabond solitaire qui poursuit sa quête personnelle: contrôler son pouvoir magique appelé 'Ha-Do' pour ne pas sombrer dans le côté obscur.
- Sagat est un maître en boxe thaïlandaise et en pyrokinésie, vaincu par Ryu lors d'un tournoi.
- Ken est un américain, rival de Ryu lors de leur entraînement. Riche homme d'affaires, il admire l'abnégation de son ami.

À partir de Street Fighter 0 (« alpha »)
- Chun-Li est une chinoise agente d'Interpol, déterminée à arrêter l'organisation Shadaloo pour venger la mort de son père.
- Gouki/Akuma est un japonais maître dans l'art du 'Ha-Do' qui a basculé dans le côté obscur et s'est changé en démon. Il peut accéder à un état plus puissant nommé Oni. Il semble être le père caché de Ryu.
- Gouken est le frère d'Akuma. Il adopte Ryu abandonné à la naissance et le forme à l'art du ha-do tout en l'avertissant de son potentiel maléfique.
- Sakura est une jeune japonaise, disciple de Ryu. Sa tendresse juvénile permet de le déposséder lorsqu'il se transforme en Evil Ryu.
- M. Bison est un mafioso thaïlandais à la tête de l'organisation Shadaloo. Il pratique la magie noire 'psycho-power' qui lui donne un pouvoir d'hypnose. Il veut également s'emparer du pouvoir du 'Ha-Do'. Ne pouvant se mesurer à Akuma, plus fort que lui, il se rabat sur la traque de Ryu et Ken dont il veut faire ses esclaves. Sagat est son garde du corps.
- Cammy est une 'shadaloo doll', armée de clones sans personnalité, créées par Bison, soumises par hypnose, et capables de copier les attaques de leurs adversaires (dont Vega et Dalshim). Bison prévoit Cammy comme un corps de rechange. Après son arrestation elle échappe au contrôle du psycho-power et perd la mémoire en garde à vue. A sa libération elle est sous les ordres de Chun-Li.
- Decapre est une shadaloo dool non terminée, il lui manque la moitié de la peau du visage, son langage est très pauvre, elle se repose dans une éprouvette entre deux missions, et porte un casque qui lui permet d'être en contact avec Bison. Outre les attaques copiéees sur Cammy, elle copie également une attaque de Bison et une de Crimson Viper. Après plusieurs tentatives, Cammy finira par la retourner contre Bison.
- Vega est un sociopathe espagnol, narcissique, asocial et sadique. Homme de main dévoué de Bison, il est envoyé en missions furtives. Sa première consiste à tester la solidité du corps de Cammy. La seconde est de tuer Chun-Li pour venger l'arrestation de Cammy.
- Charlie Nash est un soldat américain envoyé arrêter Bison. À la suite de l'explosion de sa base, il meurt, et reviendra se venger à l'état d'un zombie.

à partir de Street Fighter 2
- Guile est l'ami de Nash. Déterminé à venger son ami, il traque Bison sans relâche et devient l'allié fidèle de Chun-Li.

À partir de Street Fighter 4
- Seth fait partie des androïdes crées par Bison pour copier les attaques des combattants. Ayant échappé au psycho-power et oublié son créateur, il crée l'organisation mafieuse S.I.N. et organise un tournoi pour le doubler dans la capture de Ryu.
- Crimson Viper est une agente de la C.I.A. qui a infiltré S.I.N. Son enquête l'amène à découvrir l'étrange relation entre le riche Ken et le pauvre Ryu.
- Juri est une jeune coréenne devenue maniaco-dépressive après que les agents de Shadaloo aient tué sa famille et crevé son œil gauche. Déterminée à tuer Bison et dévorer son cadavre, elle n'hésite pas à s'allier à son rival Seth. Juri affronte quiconque se met en travers de sa route, notamment Cammy lorsqu'elle décime les Shadaloo Dolls. Ayant échoué à tuer Bison, elle casse Seth qui ne lui est plus utile. Une fois les dolls retournées contre Bison par Cammy, elle se joint à leur camp.

## Personnages

### Street Fighter
| Personnage | Street Fighter | Street Fighter | Street Fighter | Street Fighter | Street Fighter | Street Fighter |     | Alpha | Alpha | Alpha |     | Marvel vs. Capcom | Marvel vs. Capcom | Marvel vs. Capcom | Marvel vs. Capcom | Marvel vs. Capcom | Marvel vs. Capcom |     | vs. SNK | vs. SNK | vs. SNK |  | Tekken | Tekken |
| Personnage | SF             | II             | III            | IV             | V              | 6              | 1   | 2     | 3     | XMen  | MSH | 1                 | 2                 | 3                 | INF               | CVS               | CVS2              | SVC | SFxT    | TxSF    |         |  |        |        |
| Abel       | Non            | Non            | Non            | Oui            | Non            | NC             | Non | Non   | Non   | Non   | Non | Non               | Non               | Non               | Non               | Non               | Non               | Non | Oui     | NC      |         |  |        |        |
| Adon       | Oui            | Non            | Non            | Oui            | Non            | NC             | Oui | Oui   | Oui   | Non   | Non | Non               | Non               | Non               | Non               | Non               | Non               | Non | Non     | NC      |         |  |        |        |
| Akira      | Non            | Non            | Non            | Non            | Oui            | Non            | Non | Non   | Non   | Non   | Non | Non               | Non               | Non               | Non               | Non               | Non               | Non | Non     | NC      |         |  |        |        |
| Akuma      | Non            | Oui            | Oui            | Oui            | Oui            | Oui            | Oui | Oui   | Oui   | Oui   | Oui | Non               | Oui               | Oui               | Non               | Oui               | Oui               | Oui | Oui     | NC      |         |  |        |        |
| Alex       | Non            | Non            | Oui            | Non            | Oui            | NC             | Non | Non   | Non   | Non   | Non | Non               | Non               | Non               | Non               | Non               | Non               | Non | Non     | NC      |         |  |        |        |
| Balrog     | Non            | Oui            | Non            | Oui            | Oui            | NC             | Non | Non   | Oui   | Non   | Non | Non               | Non               | Non               | Non               | Oui               | Oui               | Oui | Oui     | NC      |         |  |        |        |
| Birdie     | Oui            | Non            | Non            | Non            | Oui            | NC             | Oui | Oui   | Oui   | Non   | Non | Non               | Non               | Non               | Non               | Non               | Non               | Non | Non     | NC      |         |  |        |        |
| M. Bison   | Non            | Oui            | Non            | Oui            | Oui            | NC             | Oui | Oui   | Oui   | Oui   | Oui | Non               | Oui               | Non               | Non               | Oui               | Oui               | Oui | Oui     | NC      |         |  |        |        |
| Blanka     | Non            | Oui            | Non            | Oui            | Oui            | Oui            | Non | Non   | Oui   | Non   | Non | Non               | Non               | Non               | Non               | Oui               | Oui               | Non | Oui     | NC      |         |  |        |        |
| C. Viper   | Non            | Non            | Non            | Oui            | Non            | NC             | Non | Non   | Non   | Non   | Non | Non               | Non               | Oui               | Non               | Non               | Non               | Non | Non     | NC      |         |  |        |        |
| Cammy      | Non            | Oui            | Non            | Oui            | Oui            | Oui            | Non | Non   | Oui   | Oui   | Non | Non               | Oui               | Non               | Non               | Oui               | Oui               | Non | Oui     | NC      |         |  |        |        |
| Charlie    | Non            | Non            | Non            | Non            | Oui            | NC             | Oui | Oui   | Oui   | Oui   | Non | Non               | Oui               | Non               | Non               | Non               | Non               | Non | Non     | NC      |         |  |        |        |
| Chun-Li    | Non            | Oui            | Oui            | Oui            | Oui            | Oui            | Oui | Oui   | Oui   | Oui   | Oui | Oui               | Oui               | Oui               | Oui               | Oui               | Oui               | Oui | Oui     | NC      |         |  |        |        |
| Dan Hibiki | Non            | Non            | Non            | Oui            | Oui            | NC             | Oui | Oui   | Oui   | Non   | Oui | Non               | Oui               | Non               | Non               | Non               | Oui               | Oui | Non     | NC      |         |  |        |        |
| Decapre    | Non            | Non            | Non            | Oui            | Oui            | NC             | Non | Non   | Oui   | Non   | Non | Non               | Non               | Non               | Non               | Non               | Non               | Non | Non     | NC      |         |  |        |        |
| Dee Jay    | Non            | Oui            | Non            | Oui            | Non            | Oui            | Non | Non   | Oui   | Non   | Non | Non               | Non               | Non               | Non               | Non               | Non               | Non | Non     | NC      |         |  |        |        |
| Dhalsim    | Non            | Oui            | Non            | Oui            | Oui            | Oui            | Non | Oui   | Oui   | Oui   | Oui | Non               | Oui               | Non               | Non               | Oui               | Oui               | Oui | Oui     | NC      |         |  |        |        |
| Dudley     | Non            | Non            | Oui            | Oui            | Non            | NC             | Non | Non   | Non   | Non   | Non | Non               | Non               | Non               | Non               | Non               | Non               | Non | Oui     | NC      |         |  |        |        |
| E. Honda   | Non            | Oui            | Non            | Oui            | Oui            | Oui            | Non | Non   | Oui   | Non   | Non | Non               | Non               | Non               | Non               | Oui               | Oui               | Non | Non     | NC      |         |  |        |        |
| Eagle      | Oui            | Non            | Non            | Non            | Non            | NC             | Non | Non   | Oui   | Non   | Non | Non               | Non               | Non               | Non               | Non               | Oui               | Non | Non     | NC      |         |  |        |        |
| Ed         | Non            | Non            | Non            | Non            | Oui            | Oui            | Non | Non   | Non   | Non   | Non | Non               | Non               | Non               | Non               | Non               | Non               | Non | Non     | NC      |         |  |        |        |
| El Fuerte  | Non            | Non            | Non            | Oui            | Non            | NC             | Non | Non   | Non   | Non   | Non | Non               | Non               | Non               | Non               | Non               | Non               | Non | C       | NC      |         |  |        |        |
| Elena      | Non            | Non            | Oui            | Oui            | Non            | NC             | Non | Non   | Non   | Non   | Non | Non               | Non               | Non               | Non               | Non               | Non               | Non | Oui     | NC      |         |  |        |        |
| Evil Ryu   | Non            | Oui            | Non            | Oui            | Non            | NC             | Non | Oui   | Oui   | Non   | Non | Non               | Non               | Non               | Non               | Oui               | Oui               | Non | Non     | Oui     |         |  |        |        |
| Falke      | Non            | Non            | Non            | Non            | Oui            | NC             | Non | Non   | Non   | Non   | Non | Non               | Non               | Non               | Non               | Non               | Non               | Non | Non     | NC      |         |  |        |        |
| F.A.N.G.   | Non            | Non            | Non            | Non            | Oui            | NC             | Non | Non   | Non   | Non   | Non | Non               | Non               | Non               | Non               | Non               | Non               | Non | Non     | NC      |         |  |        |        |
| Fei Long   | Non            | Oui            | Non            | Oui            | Non            | NC             | Non | Non   | Oui   | Non   | Non | Non               | Non               | Non               | Non               | Non               | Non               | Non | Non     | NC      |         |  |        |        |
| G          | Non            | Non            | Non            | Non            | Oui            | NC             | Non | Non   | Non   | Non   | Non | Non               | Non               | Non               | Non               | Non               | Non               | Non | Non     | NC      |         |  |        |        |
| Geki       | Oui            | Non            | Non            | Non            | Non            | NC             | Non | Non   | Non   | Non   | Non | Non               | Non               | Non               | Non               | Non               | Non               | Non | Non     | NC      |         |  |        |        |
| Gen        | Oui            | Non            | Non            | Oui            | Non            | NC             | Non | Oui   | Oui   | Non   | Non | Non               | Non               | Non               | Non               | Non               | Non               | Non | Non     | NC      |         |  |        |        |
| Gill       | Non            | Non            | Oui            | Non            | Oui            | NC             | Non | Non   | Non   | Non   | Non | Non               | Non               | Non               | Non               | Non               | Non               | Non | Non     | NC      |         |  |        |        |
| Guile      | Non            | Oui            | Non            | Oui            | Oui            | Oui            | Non | Non   | Oui   | Non   | Non | Non               | Oui               | Non               | Non               | Oui               | Oui               | Oui | Oui     | Oui     |         |  |        |        |
| Hakan      | Non            | Non            | Non            | Oui            | Non            | NC             | Non | Non   | Non   | Non   | Non | Non               | Non               | Non               | Non               | Non               | Non               | Non | Non     | NC      |         |  |        |        |
| Ibuki      | Non            | Non            | Oui            | Oui            | Oui            | NC             | Non | Non   | Non   | Non   | Non | Non               | Non               | Non               | Non               | Non               | Non               | Non | Oui     | NC      |         |  |        |        |
| Jamie      | Non            | Non            | Non            | Non            | Non            | Oui            | Non | Non   | Non   | Non   | Non | Non               | Non               | Non               | Non               | Non               | Non               | Non | Non     | NC      |         |  |        |        |
| Joe        | Oui            | Non            | Non            | Non            | Non            | NC             | Non | Non   | Non   | Non   | Non | Non               | Non               | Non               | Non               | Non               | Non               | Non | Non     | NC      |         |  |        |        |
| Juli       | Non            | Non            | Non            | Non            | Oui            | NC             | Non | Non   | Oui   | Non   | Non | Non               | Non               | Non               | Non               | Non               | Non               | Non | Non     | NC      |         |  |        |        |
| Juni       | Non            | Non            | Non            | Non            | Oui            | NC             | Non | Non   | Oui   | Non   | Non | Non               | Non               | Non               | Non               | Non               | Non               | Non | Non     | NC      |         |  |        |        |
| JP         | Non            | Non            | Non            | Non            | Non            | Oui            | Non | Non   | Non   | Non   | Non | Non               | Non               | Non               | Non               | Non               | Non               | Non | Non     | NC      |         |  |        |        |
| Juri Han   | Non            | Non            | Non            | Oui            | Oui            | Oui            | Non | Non   | Non   | Non   | Non | Non               | Non               | Non               | Non               | Non               | Non               | Non | Oui     | NC      |         |  |        |        |
| Karin      | Non            | Non            | Non            | Non            | Oui            | NC             | Non | Non   | Oui   | Non   | Non | Non               | Non               | Non               | Non               | Non               | Non               | Non | Non     | NC      |         |  |        |        |
| Ken        | Oui            | Oui            | Oui            | Oui            | Oui            | Oui            | Oui | Oui   | Oui   | Oui   | Oui | Non               | Oui               | Non               | Non               | Oui               | Oui               | Oui | Oui     | NC      |         |  |        |        |
| Kimberly   | Non            | Non            | Non            | Non            | Non            | Oui            | Non | Non   | Non   | Non   | Non | Non               | Non               | Non               | Non               | Non               | Non               | Non | Non     | NC      |         |  |        |        |
| Kolin      | Non            | Non            | C              | Non            | Oui            | NC             | Non | Non   | Non   | Non   | Non | Non               | Non               | Non               | Non               | Non               | Non               | Non | Non     | NC      |         |  |        |        |
| Laura      | Non            | Non            | Non            | Non            | Oui            | NC             | Non | Non   | Non   | Non   | Non | Non               | Non               | Non               | Non               | Non               | Non               | Non | Non     | NC      |         |  |        |        |
| Lee        | Oui            | Non            | Non            | Non            | Non            | NC             | Non | Non   | Non   | Non   | Non | Non               | Non               | Non               | Non               | Non               | Non               | Non | Non     | NC      |         |  |        |        |
| Lilly      | Non            | Non            | Non            | Non            | Non            | Oui            | Non | Non   | Non   | Non   | Non | Non               | Non               | Non               | Non               | Non               | Non               | Non | Non     | NC      |         |  |        |        |
| Makoto     | Non            | Non            | Oui            | Oui            | Non            | NC             | Non | Non   | Non   | Non   | Non | Non               | Non               | Non               | Non               | Non               | Non               | Non | Non     | NC      |         |  |        |        |
| Manon      | Non            | Non            | Non            | Non            | Non            | Oui            | Non | Non   | Non   | Non   | Non | Non               | Non               | Non               | Non               | Non               | Non               | Non | Non     | NC      |         |  |        |        |
| Marisa     | Non            | Non            | Non            | Non            | Non            | Oui            | Non | Non   | Non   | Non   | Non | Non               | Non               | Non               | Non               | Non               | Non               | Non | Non     | NC      |         |  |        |        |
| Menat      | Non            | Non            | Non            | Non            | Oui            | NC             | Non | Non   | Non   | Non   | Non | Non               | Non               | Non               | Non               | Non               | Non               | Non | Non     | NC      |         |  |        |        |
| Mike       | Oui            | Non            | Non            | Non            | Non            | NC             | Non | Non   | Non   | Non   | Non | Non               | Non               | Non               | Non               | Non               | Non               | Non | Non     | NC      |         |  |        |        |
| Necalli    | Non            | Non            | Non            | Non            | Oui            | NC             | Non | Non   | Non   | Non   | Non | Non               | Non               | Non               | Non               | Non               | Non               | Non | Non     | NC      |         |  |        |        |
| Necro      | Non            | Non            | Oui            | Non            | Non            | NC             | Non | Non   | Non   | Non   | Non | Non               | Non               | Non               | Non               | Non               | Non               | Non | Non     | NC      |         |  |        |        |
| Oro        | Non            | Non            | Oui            | Non            | Oui            | NC             | Non | Non   | Non   | Non   | Non | Non               | Non               | Non               | Non               | Non               | Non               | Non | Non     | NC      |         |  |        |        |
| Q          | Non            | Non            | Oui            | Non            | Non            | NC             | Non | Non   | Non   | Non   | Non | Non               | Non               | Non               | Non               | Non               | Non               | Non | Non     | NC      |         |  |        |        |
| Rashid     | Non            | Non            | Non            | Non            | Oui            | Oui            | Non | Non   | Non   | Non   | Non | Non               | Non               | Non               | Non               | Non               | Non               | Non | Non     | NC      |         |  |        |        |
| R. Mika    | Non            | Non            | Oui            | Non            | Oui            | NC             | Non | Non   | Non   | Non   | Non | Non               | Non               | Non               | Non               | Non               | Non               | Non | Non     | NC      |         |  |        |        |
| Remy       | Non            | Non            | Oui            | Non            | Non            | NC             | Non | Non   | Non   | Non   | Non | Non               | Non               | Non               | Non               | Non               | Non               | Non | Non     | NC      |         |  |        |        |
| Retsu      | Oui            | Non            | Non            | Non            | Non            | NC             | Non | Non   | Non   | Non   | Non | Non               | Non               | Non               | Non               | Non               | Non               | Non | Non     | NC      |         |  |        |        |
| Rose       | Non            | Non            | Oui            | Oui            | Oui            | NC             | Non | Oui   | Oui   | Non   | Non | Non               | Non               | Non               | Non               | Non               | Non               | Non | Non     | NC      |         |  |        |        |
| Rufus      | Non            | Non            | Non            | Oui            | Non            | NC             | Non | Non   | Non   | Non   | Non | Non               | Non               | Non               | Non               | Non               | Non               | Non | Oui     | NC      |         |  |        |        |
| Ryu        | Oui            | Oui            | Oui            | Oui            | Oui            | Oui            | Oui | Oui   | Oui   | Oui   | Oui | Oui               | Oui               | Oui               | Oui               | Oui               | Oui               | Oui | Oui     | Oui     |         |  |        |        |
| Sagat      | Oui            | Oui            | Non            | Oui            | Oui            | NC             | Oui | Oui   | Oui   | Non   | Non | Non               | Non               | Non               | Non               | Oui               | Oui               | Oui | Oui     | NC      |         |  |        |        |
| Sakura     | Non            | Non            | Non            | Oui            | Oui            | NC             | Non | Oui   | Oui   | Non   | Oui | Non               | Oui               | Non               | Non               | Oui               | Oui               | Non | Oui     | NC      |         |  |        |        |
| Sean       | Non            | Non            | Oui            | Non            | C              | NC             | Non | Non   | Non   | Non   | Non | C                 | Non               | Non               | Non               | Non               | Non               | Non | Non     | NC      |         |  |        |        |
| Seth       | Non            | Non            | Non            | Oui            | Non            | NC             | Non | Non   | Non   | Non   | Non | Non               | Non               | Non               | Non               | Non               | Non               | Non | Oui     | NC      |         |  |        |        |
| T. Hawk    | Non            | Oui            | Non            | Oui            | Non            | NC             | Non | Non   | Oui   | Non   | Non | Non               | Non               | Non               | Non               | Non               | Non               | Non | Non     | NC      |         |  |        |        |
| Twelve     | Non            | Non            | Oui            | Non            | Non            | NC             | Non | Non   | Non   | Non   | Non | Non               | Non               | Non               | Non               | Non               | Non               | Non | Non     | NC      |         |  |        |        |
| Urien      | Non            | Non            | Oui            | Non            | Oui            | NC             | Non | Non   | Non   | Non   | Non | Non               | Non               | Non               | Non               | Non               | Non               | Non | Non     | NC      |         |  |        |        |
| Vega       | Non            | Oui            | Non            | Oui            | Oui            | NC             | Non | Non   | Oui   | Non   | Non | Non               | Non               | Non               | Non               | Oui               | Oui               | Oui | Oui     | NC      |         |  |        |        |
| Yang       | Non            | Non            | Oui            | Oui            | Non            | NC             | Non | Non   | Oui   | Non   | Non | Non               | Non               | Non               | Non               | Non               | Non               | Non | C       | NC      |         |  |        |        |
| Yun        | Non            | Non            | Oui            | Oui            | Non            | NC             | Non | Non   | Oui   | Non   | Non | Non               | Non               | Non               | Non               | Non               | Oui               | Non | C       | NC      |         |  |        |        |
| Zangief    | Non            | Oui            | Non            | Oui            | Oui            | Oui            | Non | Oui   | Oui   | Oui   | Oui | Oui               | Oui               | Non               | Non               | Oui               | Oui               | Non | Oui     | NC      |         |  |        |        |
| Zeku       | Non            | Non            | Non            | Non            | Oui            | NC             | Non | C     | Non   | Non   | Non | Non               | Non               | Non               | Non               | Non               | Non               | Non | Non     | NC      |         |  |        |        |

### Final Fight
- Notes : aucun personnage de l'univers Final Fight n'apparaît dans les jeux Marvel vs. Capcom, Cody apparaît comme caméo dans Marvel Super Heroes vs. Street Fighter et Poison dans Marvel vs. Capcom 3: Fate of Two Worlds.

| Personnage      | Street Fighter | Street Fighter | Street Fighter | Street Fighter | Street Fighter |     | Street Fighter Alpha | Street Fighter Alpha | Street Fighter Alpha |      | Street Fighter EX | Street Fighter EX | Street Fighter EX |     | vs. SNK | vs. SNK | vs. SNK |  | Tekken | Tekken |
| Personnage      | SF             | SF II          | SF III         | SF IV          | SF V           | SFA | SFA 2                | SFA 3                | EX                   | EX 2 | EX 3              | CVS               | CVS 2             | SVC | SFxT    | TxSF    |         |  |        |        |
| Abigail         | Non            | Non            | Non            | C              | Oui            | Non | Non                  | Non                  | Non                  | Non  | Non               | Non               | Non               | Non | C       | NC      |         |  |        |        |
| Cody Travers    | Non            | Non            | Non            | Oui            | Oui            | Non | C                    | Oui                  | Non                  | Non  | Non               | Non               | Non               | Non | Oui     | NC      |         |  |        |        |
| Guy             | Non            | Non            | Non            | Oui            | Non            | Oui | Oui                  | Oui                  | Non                  | Non  | Non               | Non               | Non               | Non | Oui     | NC      |         |  |        |        |
| Hugo Andore     | Non            | Non            | Oui            | Oui            | Non            | Non | Non                  | Non                  | Non                  | Non  | Non               | Non               | Non               | Oui | Oui     | NC      |         |  |        |        |
| Lucia Morgan    | Non            | Non            | Non            | Non            | Oui            | Non | Non                  | Non                  | Non                  | Non  | Non               | Non               | Non               | Non | Non     | NC      |         |  |        |        |
| Maki Genryusai  | Non            | Non            | Non            | Non            | Non            | Non | Non                  | Oui                  | Non                  | Non  | Non               | Non               | Oui               | Non | Non     | NC      |         |  |        |        |
| Poison          | Non            | Non            | C              | Oui            | Oui            | Non | C                    | C                    | Non                  | Non  | Non               | Non               | Non               | Non | Oui     | NC      |         |  |        |        |
| Rolento Shugerg | Non            | Non            | Non            | Oui            | Non            | Non | Oui                  | Oui                  | Non                  | Non  | Non               | Non               | Oui               | Non | Oui     | NC      |         |  |        |        |
| Sodom           | Non            | Non            | Non            | Non            | Non            | Oui | Oui                  | Oui                  | Non                  | Non  | Non               | Non               | Non               | C   | C       | NC      |         |  |        |        |

### Street Fighter EX
Street Fighter EX comporte les personnages de la série Street Fighter mais ne fait pas partie de la chronologie officielle. Les personnages originaux présentés ci-dessous, ne font par conséquent pas partie des autres épisodes de la série Street Fighter, en dehors de Street Fighter EX.
| Personnage      | Street Fighter EX | Street Fighter EX | Street Fighter EX | Street Fighter EX | Street Fighter EX |
| Personnage      | EX                | EX +              | EX 2              | EX 2+             | EX 3              |
| --------------- | ----------------- | ----------------- | ----------------- | ----------------- | ----------------- |
| Ace             | Non               | Non               | Non               | Non               | Oui               |
| Allen Snider    | Oui               | Non               | Non               | Non               | Non               |
| Area            | Non               | Non               | Non               | Oui               | Oui               |
| Blair Dame      | Oui               | Oui               | Non               | Non               | Non               |
| Bloody Hokuto   | Non               | Oui               | Non               | Non               | Oui               |
| Cracker Jack    | Oui               | Oui               | Oui               | Oui               | Oui               |
| Doctrine Dark   | Oui               | Oui               | Oui               | Oui               | Oui               |
| Darun Mister    | Oui               | Oui               | Non               | Oui               | Oui               |
| Garuda          | Oui               | Oui               | Oui               | Oui               | Oui               |
| Hayate Mizukami | Non               | Non               | Oui               | Oui               | Non               |
| Hokuto Mizukami | Oui               | Oui               | Oui               | Oui               | Oui               |
| Kairi Mizukami  | Oui               | Oui               | Oui               | Oui               | Oui               |
| Nanase          | Non               | Non               | Oui               | Oui               | Oui               |
| Pullum Purna    | Oui               | Oui               | Non               | Oui               | Oui               |
| Shadowgeist     | Non               | Non               | Oui               | Oui               | Oui               |
| Sharon Dame     | Non               | Non               | Oui               | Oui               | Oui               |
| Skullomania     | Oui               | Oui               | Oui               | Oui               | Oui               |
| Vulcano Rosso   | Non               | Non               | Non               | Oui               | Oui               |

### Guides
1. ↑  (en + ja) « Character Guide 093: Abel »
2. ↑  (en + ja) « Character Guide 018: Adon »
3. ↑  (en + ja) « Character Guide 026: Akuma »
4. ↑  (en + ja) « Character Guide 158: Alex »
5. ↑  (en + ja) « Character Guide 161: Balrog »
6. ↑  (en + ja) « Character Guide 014: Birdy »
7. ↑  (en + ja) « Character Guide 113: M. Bison »
8. ↑  (en + ja) « Character Guide 058: Blanka »
9. ↑  (en + ja) « Character Guide 066: C.Viper »
10. ↑  (en + ja) « Character Guide 125: Cammy »
11. ↑  (en + ja) « Character Guide 107: Nash »
12. ↑  (en + ja) « Character Guide 104: Chun-Li »
13. ↑  (en + ja) « Character Guide 072: Dan Hibiki »
14. ↑  (en + ja) « Character Guide : Decapre »
15. ↑  (en + ja) « Character Guide 071: Dee Jay »
16. ↑  (en + ja) « Character Guide 106: Dhalsim »
17. ↑  (en + ja) « Character Guide 048: Dudley »
18. ↑  (en + ja) « Character Guide 069: E.Honda »
19. ↑  (en + ja) « Character Guide 015: Eagle »
20. ↑  (en + ja) « Character Guide 092: Ed »
21. ↑  (en + ja) « Character Guide 024: El Fuerte »
22. ↑  (en + ja) « Character Guide 047: Elena »
23. ↑  (en + ja) « Character Guide 101: Evil Ryu »
24. ↑  (en + ja) « Character Guide 269: Falke »
25. ↑  (en + ja) « Character Guide 117: F.A.N.G »
26. ↑  (en + ja) « Character Guide 068: Fei-long »
27. ↑  (en + ja) « Character Guide 262: G »
28. ↑  (en + ja) « Character Guide 011: Geki »
29. ↑  (en + ja) « Character Guide 017: Gen »
30. ↑  (en + ja) « Character Guide 077: Gill »
31. ↑  (en + ja) « Character Guide 159: Guile »
32. ↑  (en + ja) « Character Guide 076: Hakan »
33. ↑  (en + ja) « Character Guide 160: Ibuki »
34. ↑  (en + ja) « Character Guide 012: Joe »
35. ↑  (en + ja) « Character Guide 084: Juli »
36. ↑  (en + ja) « Character Guide 083: Juni »
37. ↑  (en + ja) « Character Guide 162: Juri »
38. ↑  (en + ja) « Character Guide 108: Karin »
39. ↑  (en + ja) « Character Guide 102: Ken »
40. ↑  (en + ja) « Character Guide 142: Kolin »
41. ↑  (en + ja) « Character Guide 116: Laura »
42. ↑  (en + ja) « Character Guide 016: Lee »
43. ↑  (en + ja) « Character Guide 046: Makoto »
44. ↑  (en + ja) « Character Guide 237: Menat »
45. ↑  (en + ja) « Character Guide 013: Mike »
46. ↑  (en + ja) « Character Guide 115: Necalli »
47. ↑  (en + ja) « Character Guide 52: Necro »
48. ↑  (en + ja) « Character Guide 044: Oro »
49. ↑  (en + ja) « Character Guide 043: Q »
50. ↑  (en + ja) « Character Guide 114: Rashid »
51. ↑  (en + ja) « Character Guide 111: R. Mika »
52. ↑  (en + ja) « Character Guide 053: Remy »
53. ↑  (en + ja) « Character Guide 010: Retsu »
54. ↑  (en + ja) « Character Guide 006: Rose »
55. ↑  (en + ja) « Character Guide 009: Rufus »
56. ↑  (en + ja) « Character Guide 100: Ryu »
57. ↑  (en + ja) « Character Guide 019: Sagat »
58. ↑  (en + ja) « Character Guide 074: Sakura »
59. ↑  (en + ja) « Character Guide 045: Matsuda »
60. ↑  (en + ja) « Character Guide 056: Seth »
61. ↑  (en + ja) « Character Guide 060: T. Hawk »
62. ↑  (en + ja) « Character Guide 120: Twelve »
63. ↑  (en + ja) « Character Guide 163: Urien »
64. ↑  (en + ja) « Character Guide 112: Vega »
65. ↑  (en + ja) « Character Guide 042: Yang »
66. ↑  (en + ja) « Character Guide 041: Yun »
67. ↑  (en + ja) « Character Guide 105: Zangief »
68. ↑  (en + ja) « Character Guide 145: Zeku »
69. ↑  (en + ja) « Character Guide 097: Abigail »
70. ↑  (en + ja) « Character Guide 057: Cody »
71. ↑  (en + ja) « Character Guide 039: Guy »
72. ↑  (en + ja) « Character Guide 054: Hugo »
73. ↑  (en + ja) « Character Guide 194: Lucia »
74. ↑  (en + ja) « Character Guide 038: Maki »
75. ↑  (en + ja) « Character Guide 055: Poison »
76. ↑  (en + ja) « Character Guide 073: Rolento »
77. ↑  (en + ja) « Character Guide 005: Sodom »
78. ↑  (en + ja) « Character Guide 188: Ace »
79. ↑  (en + ja) « Character Guide 175: Allen »
80. ↑  (en + ja) « Character Guide 183: Area »
81. ↑  (en + ja) « Character Guide 168: Blair »
82. ↑  (en + ja) « Character Guide 170: B. Hokuto »
83. ↑  (en + ja) « Character Guide 176: Jack »
84. ↑  (en + ja) « Character Guide 166: Dark »
85. ↑  (en + ja) « Character Guide 164: Darun »
86. ↑  (en + ja) « Character Guide 178: Garuda »
87. ↑  (en + ja) « Character Guide 180: Hayate »
88. ↑  (en + ja) « Character Guide 169: Hokuto »
89. ↑  (en + ja) « Character Guide 174: Kairi »
90. ↑  (en + ja) « Character Guide 179: Nanase »
91. ↑  (en + ja) « Character Guide 167: Pullum »
92. ↑  (en + ja) « Character Guide 184: Shadowgeist »
93. ↑  (en + ja) « Character Guide 185: Sharon »
94. ↑  (en + ja) « Character Guide 177: Skullomania »
95. ↑  (en + ja) « Character Guide 182: Volcano »